# Bruno Müller (Theologe)
Friedrich Ernst Bruno Müller (* 26. März 1859 in Seyda; † 28. März 1921 in Merseburg) war ein deutscher evangelischer Theologe.

## Leben
Der Sohn des Seydaer Diaconus Ferdinand Müller besuchte das Gymnasium in Zeitz und studierte von 1883 bis 1886 Evangelische Theologie an der Universität in Halle. 1888 wurde er in Magdeburg zum evangelischen Pfarrer ordiniert, war bis 1902 Pfarrer in Baumersroda, danach bis 1911 in Erfurt-Schmira und zuletzt in Großosterhausen.
Am 28. März 1921 wurde Müller bei den Märzkämpfen in Mitteldeutschland durch die Anhänger von Max Hoelz als Geisel genommen, als er im Festtalar sich zur Kirche begeben wollte. Er musste seinen Talar auf der Straße ausziehen und wurde von den Geiselnehmern in einem Auto mitgeschleppt und misshandelt. Im Gefecht bei Schraplau erhielt er während der Autofahrt einen Bauchschuss, durch den Beschuss der Sicherheitspolizei, an dessen Folgen er am selben Tag in Merseburg starb.

## Familie
Bruno Müller war zweimal verheiratet und hatte sechs Kinder.